# Rotala dinteri
Rotala dinteri är en fackelblomsväxtart som beskrevs av Emil Bernhard Koehne och Schinz. Rotala dinteri ingår i släktet Rotala och familjen fackelblomsväxter. Inga underarter finns listade i Catalogue of Life.